# Asgard (Schweizer Band)
Asgard ist ein Black-Metal-Quintett aus Luzern, Schweiz.

## Geschichte
Im Jahr 2005 gründete Sänger und Gitarrist Skygge die Band. Gut ein Jahr später veröffentlichte diese ihr erstes Demo und 2008 ein zweites. Danach spielte die Band vor allem Konzerte und entwickelte sich durch personelle Änderungen weiter. Im Jahr 2017 erschien mit War at Last eine EP über Wolfmond Production. Kurz danach schied Gründer Skygge aus und wurde für etwas ein Jahr von Lord Agobal ersetzt, bevor Thulus Sänger wurde.
Wolfmond Production war dann auch das Label für die Kompilation Leviathan (2019) und das Album Leuchtenstadt (2021).

## Stil
In einem Review wurde geschrieben, dass die Band „klassischen Black Metal“ biete, der sich „irgendwo zwischen Melodik und klassischem Schwarzmetall der Neuzeit“ aufhalte.

## Diskografie
- 2006: Var en gang (Demo)
- 2008: Screams from the Abyss (Demo)
- 2017: War at Last (EP)
- 2019: Leviathan (Kompilation)
- 2021: Leuchtenstadt (Album)
- 2021: Leuchtenstadt / Schreie aus dem Winterwald  (Split-Single mit Transzendenz)